# SNH48第一屆總選舉
SNH48第一屆總選舉「一心向前」，是日本女子偶像團體AKB48在上海的姐妹團體SNH48在2014年5月至7月間舉辦的投票活動，由歌迷以投票的方式，決定演唱第6張EP《呜吒》同名歌曲的16位成員（稱為「選拔組」）。

## 概要
2014年5月6日，SNH48官方公佈第一屆總選舉的啟動儀式將分別於5月10日S隊公演現場和5月11日N隊公演開始前舉行。投票由5月20日中午12時開始，直到7月25日早上10時結束，期間會分別作一次速報及一次中期結果公佈。最終結果在7月26日在上海国际体操中心公佈，翌日於上海市貿商城舉辦答謝握手會。
另外，配合是次總選舉推出的專輯《一心向前》於5月10日起預售，5月16日起正式發售。

## 候選人員
所有SNH48正式成員（包括海外留學生）均為總選舉候選人。
以下是選舉期間SNH48在籍的正式成員:
- Team SII （21人）: 陈观慧、陳思、戴萌、宮澤佐江（海外留學生，兼任SKE48 Team S）、蒋芸、孔肖吟、铃木玛莉亚（海外留學生，兼任AKB48 Team K）、李宇琪、莫寒、钱蓓婷、邱欣怡、孙芮、沈之琳、温晶婕、吳哲晗、徐晨辰、许佳琪、徐子轩、袁雨桢、赵嘉敏、张语格
- Team NII （19人）: 陈佳莹、陳問言、董艳芸、冯薪朵、龚诗淇、黄婷婷、何晓玉、鞠婧祎、罗兰、林思意、陆婷、李艺彤、孟玥、唐安琪、万丽娜、徐言雨、易嘉爱、赵粤、曾艳芬

## 投票資格及方法
- 购买附有投票券的總選舉投票專輯《一心向前》。專輯分以下版本:
  - 標準版（5月16日發售）:1张投票券（1次投票機會）
  - 精裝版（5月10日預售，限量1000套）:1张投票券（3次投票機會）
  - 标准应援版（6月10日發售，限量發售）:1张投票券（8次投票機會）
  - 全员应援版（6月10日發售，限量發售）:1张投票券（48次投票機會）
- SNH48絲瓜俱樂部VIP用户免费获得投票资格，投票機會數量根據會員等級而定，由1至10次不等，不可轉讓他人。
- 粉絲进入SNH48官方网站的投票通道，輸入投票券序號即可投票，每人可投票数不限。另外，为一位成员所投票数最多的粉丝会获得该名成员单推王的称号。

## 拉票活動
- 各候選成員均拍攝了一段長約一至兩分鐘的短片，發表自己的參選宣言。
- TeamSII 和Team NII分別在其中一場劇場公演結束後舉行集體拉票專場，回答粉絲提問。另外，兩隊在總選舉啟動儀式中均舉進行了猜拳比賽，分別決出八名及七名舉行個人拉票專場資格的成員，由5月16日起每場劇場公演結束後，其中一位獲選成員將發表參選演說，及回答粉絲提問。以下是兩隊獲個人拉票專場的成員名單（以舉行專場時間順序排列）:
  - Team SII: 孔肖吟、张语格、袁雨桢、徐子轩、沈之琳、趙嘉敏、温晶婕、莫寒
  - Team NII: 龚诗淇、何晓玉、陆婷、易嘉爱、徐言雨、陳問言、曾艳芬
- 所有參選宣言及拉票專場影片均被上載至官方網站。[5]

## 速報
- 速報發表時間為2014年5月30日Team SII公演結束後，地點為上海星夢劇院。[6]
- 本次速報公佈了總投票數為11,832票，以及暫時排名前16位的成員及得票數，Team SII及Team NII分別有10名及6名成員入選。
- 較令人意外的是Team NII成員李藝彤以956票排名速報第一，當時李藝彤仍只是Team NII的替補成員。

| 速報排名 | 成員名稱 | 所屬隊伍 | 票數 |
| -------- | -------- | -------- | ---- |
| 1        | 李藝彤   | Team NII | 956  |
| 2        | 万丽娜   | Team NII | 929  |
| 3        | 邱欣怡   | Team SII | 854  |
| 4        | 趙嘉敏   | Team SII | 736  |
| 5        | 曾艳芬   | Team NII | 685  |
| 6        | 馮薪朵   | Team NII | 578  |
| 7        | 许佳琪   | Team SII | 506  |
| 8        | 戴萌     | Team SII | 494  |
| 9        | 张语格   | Team SII | 460  |
| 10       | 林思意   | Team NII | 457  |
| 11       | 黄婷婷   | Team NII | 432  |
| 12       | 吴哲晗   | Team SII | 425  |
| 13       | 孔肖吟   | Team SII | 412  |
| 14       | 陈观慧   | Team SII | 389  |
| 15       | 莫寒     | Team SII | 387  |
| 16       | 錢蓓婷   | Team SII | 362  |

## 中間發表
- 中間發表時間為2014年7月5日Team SII公演結束後，地點為上海星夢劇院。[6]
- 本次中間發表公佈了截至當天早上10時排名前16位的成員及得票數，Team SII及Team NII成員比例維持不變，分別有10名及6名成員，當中陳思、李宇琪、趙粵、易嘉愛和龔詩淇為新打入16強的成員。

| 速報排名 | 成員名稱 | 所屬隊伍 | 票數  |
| -------- | -------- | -------- | ----- |
| 1        | 吳哲晗   | Team SII | 7,352 |
| 2        | 趙嘉敏   | Team SII | 5,303 |
| 3        | 陳思     | Team SII | 4,345 |
| 4        | 邱欣怡   | Team SII | 3,420 |
| 5        | 莫寒     | Team SII | 3,039 |
| 6        | 許佳琪   | Team SII | 2,663 |
| 7        | 萬麗娜   | Team NII | 2,250 |
| 8        | 李宇琪   | Team SII | 2,242 |
| 9        | 趙粵     | Team NII | 2,160 |
| 10       | 易嘉愛   | Team NII | 2,119 |
| 11       | 曾艷芬   | Team NII | 2,099 |
| 12       | 李藝彤   | Team NII | 2,062 |
| 13       | 錢蓓婷   | Team SII | 2,017 |
| 14       | 孔肖吟   | Team SII | 2,007 |
| 15       | 龔詩淇   | Team NII | 1,990 |
| 16       | 張語格   | Team SII | 1,969 |

## 開票日演唱會
「一心向前」演唱會於2014年7月26日晚上6時48分於上海国际体操中心舉行，由上海广播电视台動感101主持人丁丁和麦子主持，百度、優酷、愛奇藝、PPS、騰訊、新浪、ppTV 、鬥魚、ACFUN、齊齊互動視頻等網上媒體作直播或轉播。
此次演唱會除公佈第一屆總選舉最終16強名單，亦公開了四首全新單曲:《懸鈴木》、《第一隻兔子》、《狼與自尊》及《錯過奇蹟》，除《狼與自尊》外，其餘三首歌曲都被收錄在《嗚吒》EP中。
演唱會上表演的曲目:
1. 《Overture》
2. 《遙遠的彼岸》 - 全員
3. 《飛翔入手》 - 全員
4. 《無盡旋轉》 - 全員
5. 《化作櫻花樹》 - Team SII
6. 《第一隻兔子》 - Team NII
7. 《愛的意義》 - Team NII
8. 《SNH参上!》 - Team SII
9. 《懸鈴木》 - Team SII
10. 《馬尾與髮圈》 - Team NII
11. 《诚实的汗水》 - Team NII
12. 《開拓者》 - Team SII
13. 《流着淚微笑》 - 徐晨辰、鞠婧禕
14. 《狼與自尊》 - 龔詩淇、易嘉愛
15. 《錯過奇蹟》 - 孔肖吟、李宇琪、邱欣怡
16. 《機尾雲》 - 全員
17. 《一心向前》 - 全員

## 最終結果
- 一共有12名Team SII及4名Team NII成員入選，當中鞠婧禕和徐晨辰為首次打入16強，鞠婧禕更一舉奪得第四名。
- 曾在速報入圍但在中報趺出圈外的陳觀慧及戴萌最終成功重返16強。
- 在速報和中報均名列16名以內的萬麗娜、曾艷芬和錢蓓婷未能入選總選16人。

| 本屆排名 | 成員名稱 | 所屬隊伍 | 總得票數 |
| -------- | -------- | -------- | -------- |
| 1        | 吳哲晗   | Team SII | 19,281   |
| 2        | 邱欣怡   | Team SII | 14,802   |
| 3        | 趙嘉敏   | Team SII | 11,079   |
| 4        | 鞠婧禕   | Team NII | 10,145   |
| 5        | 張語格   | Team SII | 9,061    |
| 6        | 李藝彤   | Team NII | 9,037    |
| 7        | 莫寒     | Team SII | 7,331    |
| 8        | 許佳琪   | Team SII | 7,256    |
| 9        | 陳思     | Team SII | 6,407    |
| 10       | 陳觀慧   | Team SII | 6,318    |
| 11       | 李宇琪   | Team SII | 6,027    |
| 12       | 龔詩淇   | Team NII | 5,877    |
| 13       | 戴萌     | Team SII | 5,785    |
| 14       | 易嘉愛   | Team NII | 5,653    |
| 15       | 孔肖吟   | Team SII | 5,413    |
| 16       | 徐晨辰   | Team SII | 5,344    |